# شون بيرنت
شون بيرنت (بالإنجليزية: Sean Burnett)‏ هو لاعب كرة قاعدة أمريكي، ولد في 17 سبتمبر 1982 في ديوندن في الولايات المتحدة.

## وصلات خارجية
- شون بيرنت على موقع دوري كرة القاعدة الرئيسي (الإنجليزية)
- شون بيرنت على موقعبيزبول رفرنس.كوم (الدوري الرئيسي) (الإنجليزية)
- شون بيرنت على موقعبيزبول رفرنس.كوم (الدوري الثانوي) (الإنجليزية)
- شون بيرنت على موقع إي إس بي إن.كوم (أم.أل.بي) (الإنجليزية)
- شون بيرنت على موقع مشجعي الرسوم البيانية (الإنجليزية)